# Rubén Pagnanini
Rubén Oscar Pagnanini (San Nicolás de los Arroyos, 1949. január 31. –) világbajnok argentin válogatott labdarúgó. 
Az argentin válogatott tagjaként részt vett az 1978-as világbajnokságon.

## Sikerei, díjai
Independiente
- Argentin bajnok (2): 1977 Nacional, 1978 Nacional

Estudiantes
- Copa Libertadores (3): 1968, 1969, 1970
- Interkontinentális kupa győztes (1): 1968
- Copa Interamericana (1): 1968

Argentína
- Világbajnok (1): 1978